# Grozdasta plamenka
Grozdasta plamenka (znanstveno ime Phlox paniculata) je zelnata trajnica iz družine jesenovk.
Spoznamo jo po dišečih cvetovih in socvetjih v različnih odtenkih rožnate, bele, rdeče in oranžne barve ter enostavnih listih na vitkih steblih.
Zasajena v vrtu potrebuje vlažno zemljo, bogato s hranili in sončno lego.